# 지율 (가수)
지율(본명: 양정윤, 1991년 7월 30일 ~ ) 은 대한민국의 배우이다.
과거 걸 그룹 달샤벳의 서브 보컬과 서브 래퍼로 활동했다.

## 학력
- 동덕여자대학교 방송연예학과

## 가수 외 활동

### 드라마
| 연도 | 제목     | 방송                 | 역할   | 비고 |
| ---- | -------- | -------------------- | ------ | ---- |
| 2013 | tvN      | 플레이 가이드        | 지율   |      |
| 2013 | tvN      | 환상거탑             | 연수   |      |
| 2017 | SBS Plus | 수요일 오후 3시 30분 | 지율   |      |
| 2017 | SBS      | 브라보 마이 라이프   | 김서현 |      |

### 영화
- 《기방도령》 (2019년) - 애옥 역
- 《쓰리 썸머 나잇》 (2015년) - 달샤벳 지율 역
- 《그녀의 이야기》 (2012년) - 한나 역
- 《파파》 (2012년) - 밀라 역